# Hardcore Henry
A Hardcore Henry egy 2015-ös orosz-amerikai FPS-nézetű akciófilm. A filmet Ilya Naishuller rendezte saját forgatókönyve alapján, a zenét Dasha Charusha szerezte.
A filmet a Sergey Valyav által készített speciális maszkra szerelt GoPro kamerákkal vették fel, így olyan, mintha a főszereplő szemén át láthatjuk a történetet. A főszereplőt több operatőr is játszotta (köztük Sergey Valyaev, Andrei Dementiev és a rendező Ilya Naishuller is), további szerepekben látható még Sharlto Copley, Danila Kozlovsky, Haley Bennett és Tim Roth.
A filmet először a Torontói Nemzetközi Filmfesztiválon mutatták be 2015. szeptember 12-én., majd utána az Amerikai Egyesült Államokban 2016. április 8-án, Oroszországban és Magyarországon pedig 2016. április 7-én mutatták be a mozikban.

## Cselekmény
A film elején Henry-t felébresztik egy kutatóállomáson, akinek szinte semmi emléke nincs a felébresztés előtti időből és beszélni se tud. Egy Estelle nevű tudós keltette fel, aki állítólag a felesége és a halálból hozta vissza, ami folyamat közben kiborggá alakította Henry-t. Ám megjelenik Akan, a telekinetikára képes ember seregével, aki Henry-hez hasonló kiborg-katonákat szeretne csinálni, hogy senki se tudja megállítani. Megpróbálnak elmenekülni, ám Estelle-t elfogják, így Henry elindul felkutatni őt. Segítségére lesz egy Jimmy nevű fickó, aki szintén Akanre vadászik, hogy bosszút álljon rajta.

## Szereplők
| Szereplő        | Színész                                                               | Magyar hang        |
| --------------- | --------------------------------------------------------------------- | ------------------ |
| Henry           | Sergey Valyaev Andrei Dementiev Ilya Naishuller és további operatőrök | -                  |
| Jimmy           | Sharlto Copley                                                        | Rajkai Zoltán      |
| Akan            | Danila Kozlovski                                                      | Szatory Dávid      |
| Estelle         | Haley Bennett                                                         | Bogdányi Titanilla |
| Henry apja      | Tim Roth                                                              | Epres Attila       |
| Ravasz Dimitrij | Andrei Dementiev                                                      | Sörös Miklós       |
| Jurij           | Oleg Poddubnyy                                                        | Szatmári Attila    |
| Robbie          | Will Stewart                                                          | Nagy Dániel Viktor |
| Timothy         | Ilya Naishuller                                                       | Joó Gábor          |
| Marty           | Martin Cooke                                                          | Turi Bálint        |